# Južnouralsk
Južnouralsk (rusky Южноуральск) je město v Čeljabinské oblasti Ruské federace. Leží na východním okraji jižního Uralu zhruba 90 kilometrů na jih od Čeljabinsku na břehu přehrady na řece Uvelce, přítoku Uje. V roce 2010 žilo v Južnouralsku bezmála 38 tisíc obyvatel.
Přes město vede železniční trať z Čeljabinsku do Orsku.